# تپه ممطلا
تپه ممطلا مربوط به دوره ایلخانی است و در شهرستان دورود، بخش مرکزی، دهستان دورود، ۱ کیلومتری جنوب غربی روستای خسروآباد واقع شده و این اثر در تاریخ ۲۳ بهمن ۱۳۸۵ با شمارهٔ ثبت ۱۷۱۵۲ به‌عنوان یکی از آثار ملی ایران به ثبت رسیده است.